# Ajatar
Pour les articles homonymes, voir Ajattara.
Dans le folklore finlandais, l'Ajattar, également écrit Aiatar, Ajattaro ou Ajattara, est un esprit connu sous le nom de « Diable des Bois ». 
C'est un esprit féminin diabolique qui se manifeste sous la forme d'un serpent ou d'un dragon. On dit qu'Ajatar est la mère du diable. Elle propage les maladies et la peste, quiconque la regarde tombe malade, et elle allaite les serpents. Ajatar est liée à l'Aitvaras lituanien et l'Äi, Äijo ou Äijattar estonien. Elle est semblable à la Tiamat babylonienne, la dragonne mère des dieux et déesses. 
Le mot « ajatar » est peut-être dérivé du verbe finlandais ajaa, « poursuivre ». 

## Sources
- Spirits, Fairies, Leprechauns, and Goblins - An Encyclopedia, par Carol Rose, ed. Paperback (1996).